# Iglesia de Santa Maria della Spina
La iglesia de Santa Maria della Spina es una pequeña iglesia gótica de la ciudad italiana de Pisa situada junto al río Arno.

## Historia
La iglesia, construida en 1230 por la familia Gualandi, fue originariamente conocida como Santa Maria di Pontenovo, por el puente que la conectaba a través de San Antonio, Vía Santa María, que se derrumbó en el siglo XV. El nombre della Spina (de la espina) se deriva de la donación en 1333 de una espina, reliquia presuntamente perteneciente a la corona de espinas de Cristo.
Originalmente la iglesia iba a estar compuesta por una galería única y cubierta por un tejado a dos aguas. En 1322, el Ayuntamiento decidió ampliar la labor iniciada en 1323 y la terminó en 1376, probablemente bajo la dirección de Lupo di Francesco, al que sucedió Andrea Pisano y Nino Pisano. 
La iglesia fue objeto de numerosas restauraciones debido al hundimiento del terreno sobre el que se elevaba y la proximidad del río Arno, en cuyas orillas se construyó. Después de la unificación de Italia, un comité formado por miembros de la Academia de Bellas Artes decidió desmantelarla y reconstruirla en un terreno más estable y seguro. La obra, dirigida por el arquitecto Vincenzo Micheli, se inició en 1871 y terminó en 1875. En esta operación, el templo se trasladó unos metros hacia el este, y hacia arriba. Sin embargo, estos cambios sustanciales en la estructura original conllevaron la desaparición de algunas estatuas y la destrucción de la sacristía original.
Una característica especial de este templo es que siempre ha sido administrada por la ciudad, a excepción de algunos paréntesis en el siglo XVII y el XVIII, cuando fue usada como hospital.

## Exterior
Este templo constituye uno de los edificios góticos más destacados de Italia. Presenta planta rectangular, con un recubrimiento exterior de mármol policromado. Su aspecto exterior está marcado por los gabletes con fronda, tabernáculos con pináculo y su tímpano, junto con una rica decoración escultórica con incrustaciones, tracería y numerosas estatuas de los principales artistas pisanos del siglo XIV, entre los que se incluyen Lupo di Francesco, Andrea Pisano con sus hijos, Nino y Tommaso, y Giovanni di Balduccio.
La fachada tiene dos puertas con arcos adintelados. Entre estos se encuentra un tabernáculo con las estatuas de la Virgen con el Niño y dos ángeles, atribuida a Giovanni Pisano. En la parte superior de la fachada, se abren dos hornacinas que contienen una estatua de Cristo con dos ángeles.
El lado derecho se presenta también una rica decoración con gabletes y estatuas de los doce apóstoles y Cristo, del taller de Lupo. Unas pequeñas esculturas, sobre el tímpano, representan santos y los ángeles, son del taller de Nino Pisano, mientras que el nicho en el pilar derecho tiene una Virgen con el Niño de Giovanni di Balduccio.
La parte trasera cuenta con tres arcos apuntados con ventanas sencillas. El tímpano está decorado con los símbolos de los evangelistas y nichos con las estatuas de los Santos Pedro, Pablo y Juan el Bautista, se remata esta parte con tres agujas coronadas con las estatuas de la Virgen con el Niño entre dos ángeles, de Nino Pisano.

## Interior
El interior parece bastante simple, si se compara con la rica decoración exterior. Tiene una única nave, con un techo pintado durante la reconstrucción del siglo XIX. En el centro del presbiterio se encuentra una de las mayores obras maestras de la escultura gótica, la Virgen de la Rosa obra de Andrea y Nino Pisano. En la izquierda se encuentra el tabernáculo, de Stagio Stagi realizado en 1534, en la que se encontraba la reliquia de la corona de espinas. Otra estatua de los Pisanos, la Madonna del Latte, se encontraba aquí, pero fue trasladada al Museo nazionale di San Matteo.

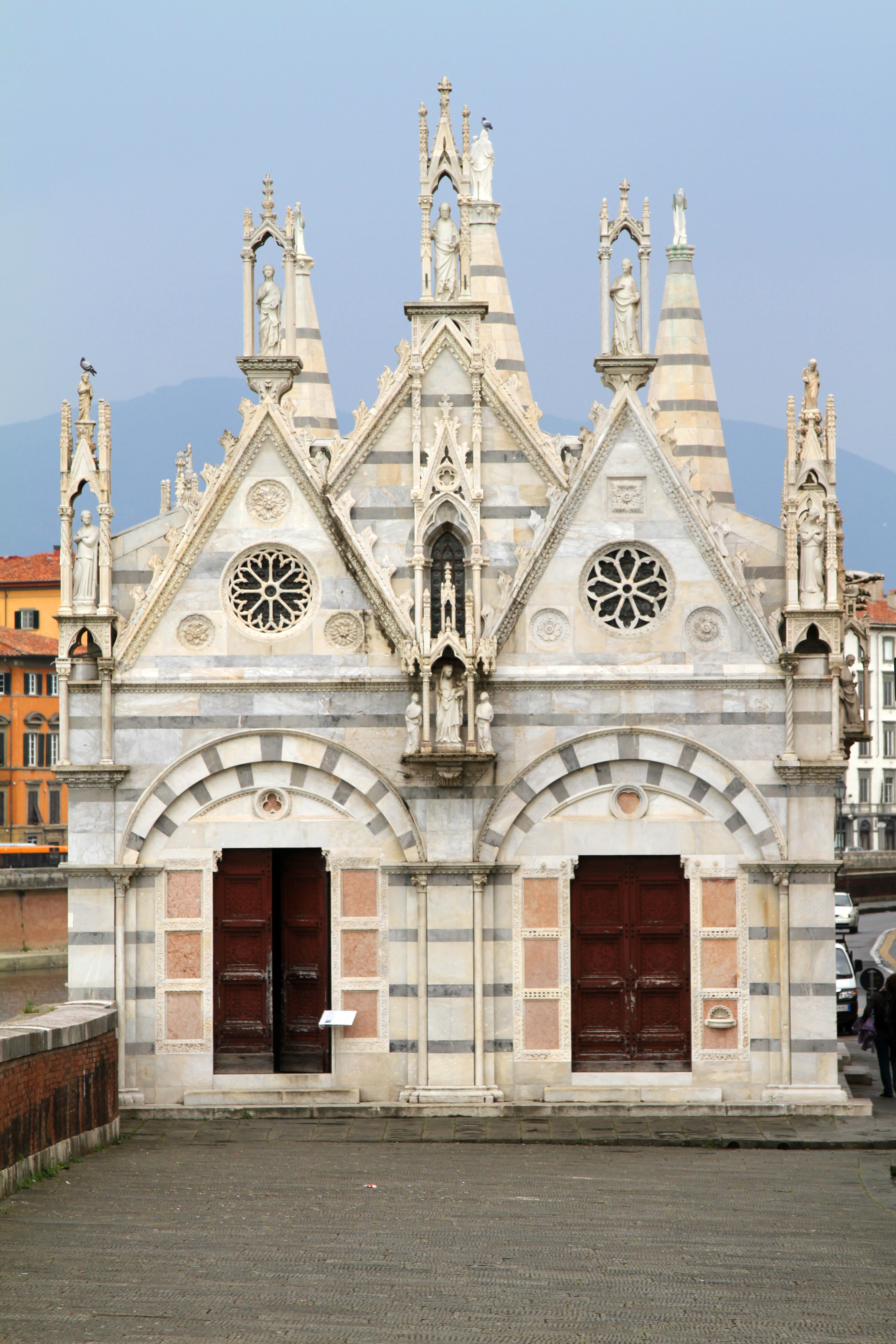
Vista frontal
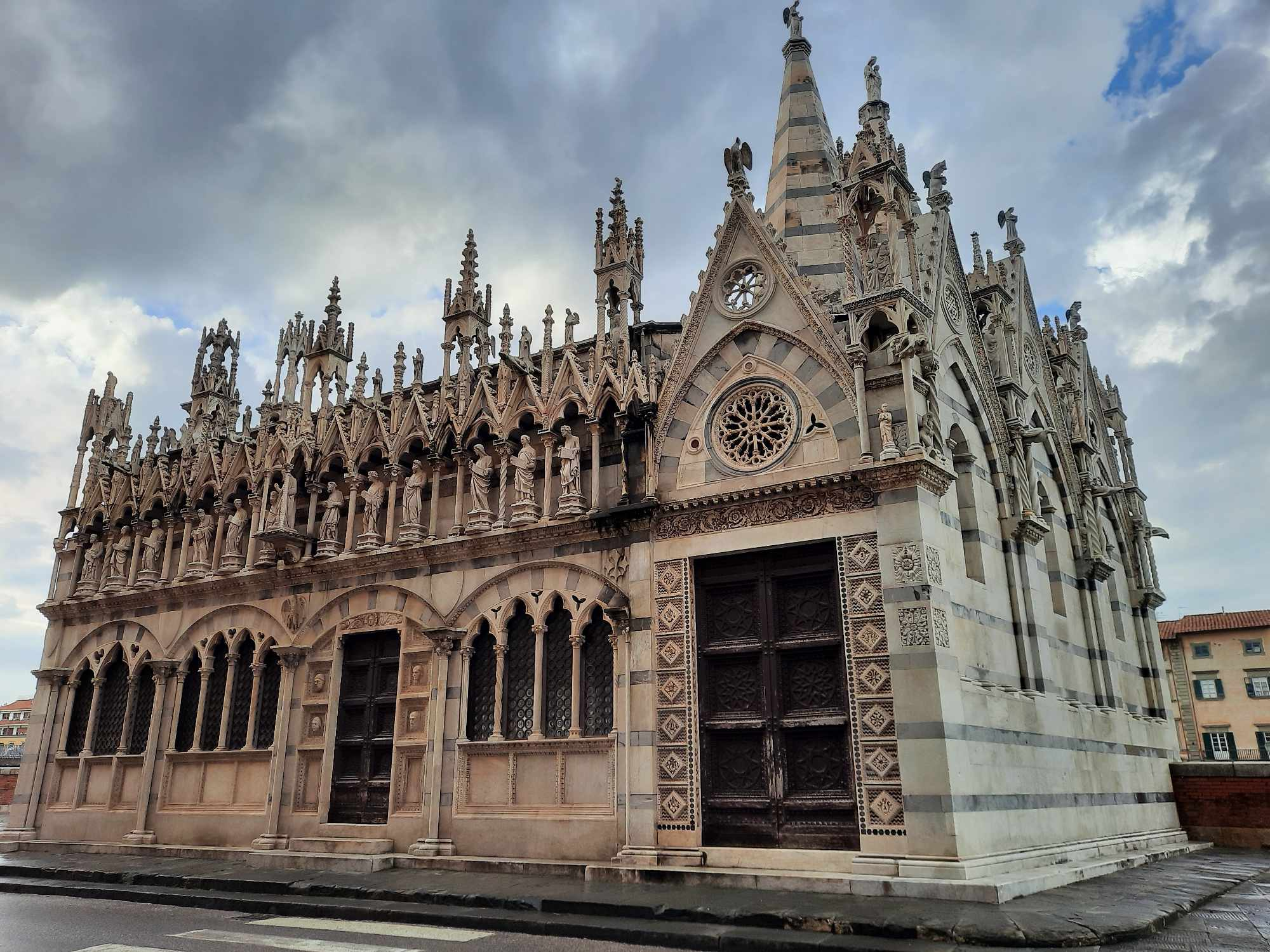
Vista lateral
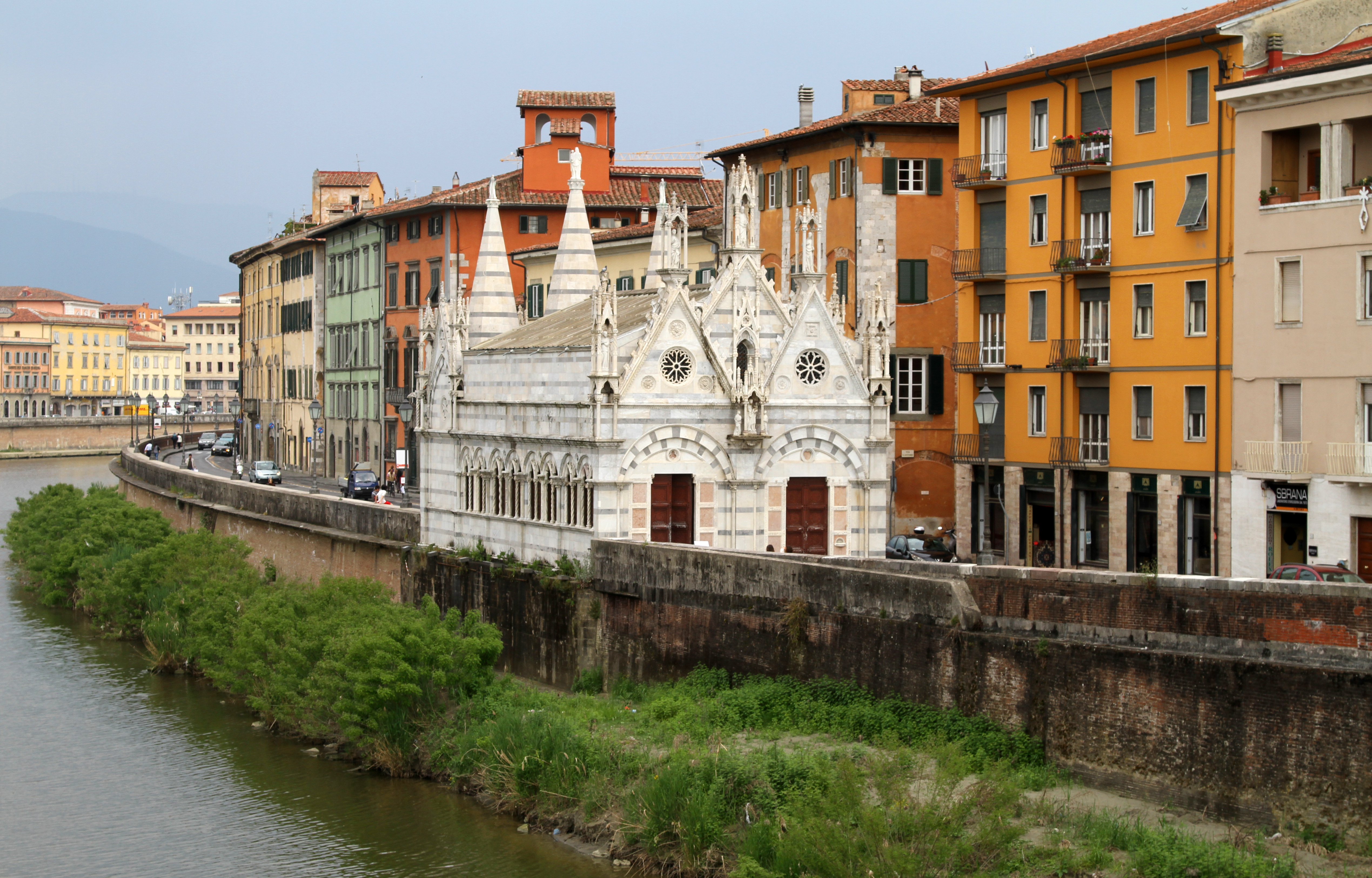
Vista desde el río Arno